# Johann Baptist Oberascher
Johann Baptist Oberascher (* 17. Juni 1737 in Salzburg-Gnigl; † 9. Oktober 1809 in Salzburg) war ein Salzburger Glocken- und Kanonengießer und von 1765 bis 1797 als fürsterzbischöfliche Hof- und bürgerlicher Stuck- und Glockengießer in der erzbischöflichen Residenzstadt tätig. Johann Oberascher gilt als der bedeutendste Gießer Salzburgs während der Barockzeit.

## Leben und Wirken
Johann Oberascher wurde am 17. Juni 1737 in Salzburg-Gnigl als Sohn eines Bauern geboren. 1750 trat er in den Betrieb des Salzburger Gießereiunternehmers Georg Leschinger ein und begann dort eine Lehre zum Stuck- und Glockengießer, die er mit der Meisterprüfung im Jahr 1755 abschloss. Nach dem Tod Leschingers († 1759) übernahm er 1760 die Geschäftsleitung des Salzburger Betriebes, der seinen Sitz in der heutigen Glockengasse am Kapuzinerberg hatte. 1765 erwarb er schließlich die Gießerei von der Witwe Leschingers und begründete damit die bis 2003 in Salzburg bestehende Glockengießerdynastie Oberascher.
Von den Werken Johann Oberaschers sind 83 größere Glocken namentlich überliefert. Neben einzelnen Glocken schuf er auch ganze Geläute, darunter das Mondseer Stiftsgeläute von 1774/75 mit einem Gesamtgewicht von 7415 kg, das als eine der bedeutendsten Gussleistungen der Barockzeit in Österreich gilt. Das im Jahr 1790 gegossene 6-stimmige Geläute für die Kirche St. Zenon in Bad Reichenhall ist bis heute vollständig erhalten und gehört zu den wertvollsten Glockenensembles der Barockzeit.
Im Jahr 1797 übergab er den Betrieb an seinen Sohn Johann Oberascher II. (1769–1847).